# Узунларовська сільська рада
Узунла́ровська сільська рада (рос. Узунларовский сельский совет) — муніципальне утворення у складі Архангельського району Башкортостану, Росія. Адміністративний центр — село Узунларово.

## Населення
Населення — 1043 особи (2019, 1204 в 2010, 1449 в 2002).

## Склад
До складу поселення входять такі населені пункти:
| Населений пункт        | Населення, осіб (2002) | Населення, осіб (2010) |
| ---------------------- | ---------------------- | ---------------------- |
| Азово, присілок        | 488                    | 461                    |
| Айтмембетово, присілок | 411                    | 310                    |
| Карагай, присілок      | 25                     | 18                     |
| Узунларово, село       | 525                    | 415                    |